# آنا ماريا هال
آنا ماريا هال (بالإنجليزية: Anna Maria Hall)‏ (6 يناير 1800، دبلن في جمهورية أيرلندا - 30 يناير 1881)؛ كاتِبة مُتخصِّصة في أدب الأطفال، صحفية وروائية أيرلندية.